# 1438 w literaturze
Wydarzenia literackie w 1438 roku.

## Nowe książki
- John Lydgate, The Fall of the Princes